# Université ouverte d'Al-Quds
 (février 2014).
Si vous disposez d'ouvrages ou d'articles de référence ou si vous connaissez des sites web de qualité traitant du thème abordé ici, merci de compléter l'article en donnant les références utiles à sa vérifiabilité et en les liant à la section « Notes et références ».
L'université ouverte d'Al-Quds (en arabe : جامعة القدس المفتوحة) est une université publique  et ouverte indépendante sur les plans financier et académique. Elle a été créée à Amman à la suite de la décision de l'Organisation de libération de la Palestine (OLP) ; elle a lancé l’enseignement ouvert et à distance en Palestine à partir de 1991.
Elle est la seule institution académique pour l’enseignement ouvert et à distance en Palestine. Avec ses 60 000 apprenants elle est la plus large université étendue sur 24 régions et centres pédagogiques qui couvrent la Cisjordanie et la bande de Gaza. À la mi-novembre 2023, le principal bâtiment de l'université à Gaza est détruit par l'armée israélienne et sa cour reconvertie en camp militaire dans le contexte de la guerre à Gaza depuis 2023,.

## Présentation
En dépit de toutes les difficultés rencontrées et des nombreux défis à relever, l'université ouverte d'Al-Quds connaît un grand succès dans l’accomplissement de sa mission, notamment, en raison de la flexibilité de son système éducatif. En effet, le nombre d’apprenants disséminés à travers les centres pédagogiques a doublé par rapport aux années précédentes.
À ceci viennent s'ajouter les efforts inlassables de l’université pour développer des services éducatifs en dehors du pays : deux centres existent actuellement en Arabie saoudite, ainsi qu’un bureau dans la ville d'Amman (Jordanie). Un effort qui se poursuit actuellement
pour créer d'autres centres à l’étranger.
À travers l'adoption d’une approche d'apprentissage ouverte et volontaire, accompagnée par la possibilité d’un enseignement à distance, l'objectif de l'université est de délivrer un savoir orienté vers tous les segments de la société. L'université a ainsi ouvert ses portes et adapté ses programmes à des apprenants provenant de divers horizons socio-économiques, allant de son propre personnel universitaire à des travailleurs salariés ou des agriculteurs, en passant par des femmes au foyer, de jeunes diplômés du cycle secondaire.

## Les engagements de l’université ouverte d'Al-Quds
Les cinq engagements de l'université ouverte d'Al Quds pour la période 2005-2010 sont les suivants :
1. Diffuser et appliquer l'apprentissage ouvert et volontaire de l’enseignement à distance avec l’emploi des centres de nouvelles technologies des médias.
2. Proposer des formations universitaires diplômantes (niveau Licence et Maîtrise) en apprentissage à distance (en plus du diplôme d'enseignement supérieur) au sein d’un environnement propice à la liberté de pensée et d'expression.
3. Harmoniser les programmes et les disciplines pour répondre aux évolutions de la société et aux nouvelles exigences du marché du travail : accentuer les aspects pratiques de la formation pour obtenir une applicabilité immédiate des acquis théoriques.
4. Transformer progressivement l'Université ouverte d'Al Quds en une université « électronique » et maintenir les critères de qualité propre à une université « classique » : emploi de cadres qualifiés, investissements dans les infrastructures et formation continue du personnel.
5. Accroître les interactions et coopérations entre les différents acteurs éducatifs, sociaux et économiques, tant au niveau local, national qu’international.

## Les objectifs généraux de l'université ouverte d'Al Quds

### Philosophie, valeurs et principes
- Promouvoir la liberté académique ainsi que la liberté de pensée et d'expression au travers de son système d’apprentissage à distance.
- Appliquer des critères d’excellence sur les différents aspects de la formation dispensée.

### La recherche
- Développer et affiner l'esprit d'initiative, l'esprit critique et la réactivité face aux problèmes chez les apprenants préalablement dotés de connaissances et de compétences.
- Contribuer à l’épanouissement d'une identité personnelle et à la perpétuation des identités nationale et arabe.
- Démocratiser l’accès à l'enseignement supérieur en dé-marginalisant les populations économiquement et/ou géographiquement exclues, et multiplier les possibilités offertes par une formation supérieure.

## Les programmes académiques
L'université propose cinq programmes universitaires en premier cycle, dans différentes disciplines, à savoir :
- Technologie et sciences appliquées : systèmes d’information sur ordinateurs, technologies de l’information et des communications
- Agriculture : production et protection des végétaux, production d'animaux
- Développement social et de la famille (rattaché au service social)
- Administration et sciences économiques : gestion des affaires, comptabilité, économie, sciences des finances et marketing
- Éducation : enseignement élémentaire, éducation islamique, langue arabe, anglais, mathématiques et sociologie.

L'université propose également le diplôme d’enseignement universitaire supérieur et cherche actuellement à obtenir l'approbation des autorités concernées pour le développement de l'école des hautes études qui proposera un diplôme de maîtrise dans différentes disciplines.
Langue d'éducation :
L'université ouverte d'Al-Quds utilise comme langue de base l'arabe et enseigne des cours de langue arabe. L'enseignement de l'anglais de base ou secondaire est également offert et l'anglais est aussi utilisé dans certains cours.

## Centres universitaires
- Centre des technologies de l’information et des communications (CTIC) : c’est un centre de premier ordre qui sert de support à l’Université, spécialisé dans les technologies de l’information et de la communication, il est responsable du développement, de l'application et de la gestion de systèmes d'information adéquats, de leur utilisation de façon efficace avec lien vers assurance de la qualité. Il a également la charge de veiller sur la cohérence entre, d’une part, la vision de l'Université et sa mission et, d’autre part, ses objectifs.
- Le Centre d'Ibn Sina du savoir : (l'université virtuelle). C’est un projet ambitieux qui vise à l’échange de techniques pédagogiques, du savoir et de l'innovation ; projet qui implique 15 pays du bassin autour de la Méditerranée, y compris la Palestine qui est représentée par L'université ouverte d'Al-Quds.
- Centre de formation continue et service communautaire : il a été fondé dans le cadre de la poursuite de l'Université de sa politique de renforcer son éducation et de ses liens académiques entre les connaissances et les expériences pratiques, de manière à  les mettre au service de la société. Par conséquent, le Centre offre des cours de formation continue et de formation spécifiques qui ont pour but de renforcer les compétences individuelles et collectives et celles des institutions.
- Centre de production artistique et des médias : il est responsable de la production des médias qui servent de support à l'enseignement à distance, où le centre utilise les moyens technologiques les plus récents à cet effet, par la voix et l'image de studio, de matériel de montage vidéo, de graphiques, de sons, et la photographie.

## Les réalisations de l'université ouverte d'Al-Quds
Depuis sa création, l'Université a franchi de nombreuses étapes. Par exemple, nous pouvons citer :
- Avec plus de 60 000 apprenants et 24 régions ou centres pédagogiques répartis dans les différentes zones de la Cisjordanie et de la bande de Gaza, l'université ouverte d'Al-Quds est devenue la plus grande université palestinienne.
- L'université ouverte d'Al-Quds comporte le plus grand réseau d’ordinateurs en Palestine, ainsi que l’accès à la plus importante académie mondiale des technologies de l'information. La tenue d’examens spécialisés de certificats internationaux dans ces disciplines est en prévision.
- L'université ouverte d'Al-Quds a considérablement amélioré la qualité de son enseignement en introduisant massivement l’emploi des technologies de l’information, accompagné par la mise en place de moyens techniques modernes.
- L’accès à la plus importante reconnaissance et l’appartenance à des organisations et des réseaux de l'Université d’évaluations externes.

## Affiliations
- Union des universités arabes
- Fédération des universités du monde islamique
- Conseil international pour l’éducation à distance
- Fédération asiatique des universités ouvertes
- Association internationale des universités
- Organisation arabe pour l’éducation, la culture et les sciences
- Réseau arabe pour l’éducation ouverte et l’enseignement à distance